# Dulce Figueiredo
Dulce Maria de Castro Figueiredo GCIH (Rio de Janeiro, 11 de maio de 1923 — Rio de Janeiro, 6 de junho de 2011) foi a esposa do general João Figueiredo, o 30.º presidente do Brasil, atuando como primeira-dama do país entre 1979 e 1985, durante o período de transição para o fim da ditadura militar.

## Vida pessoal
Dulce Maria Guimarães de Castro, filha de Hernani Renato de Castro e Dylpha Guimarães de Castro, nasceu no Rio de Janeiro em 11 de maio de 1923. Seu caminho se cruzou com o de João Figueiredo, na Tijuca, onde se conheceram e eventualmente se casaram em 15 de janeiro de 1942. Juntos, tiveram dois filhos: Paulo Renato de Oliveira Figueiredo e João Baptista de Oliveira Figueiredo Filho.
Além de sua vida familiar, Dulce Figueiredo também tinha uma ligação interessante com o mundo da televisão e da comunicação. Ela era prima-irmã de Carlos Renato, um dos jurados do famoso programa Show de Calouros de Sílvio Santos, que era proprietário do canal 11 do Rio de Janeiro. Essa conexão foi significativa, pois Carlos Renato teve um papel ativo nas negociações com o Presidente Figueiredo para a concessão do Sistema Brasileiro de Televisão (SBT) em 1980, evidenciando como laços familiares e sociais podem influenciar a dinâmica política e cultural do país.

## Primeira-dama do Brasil

Dulce ao lado do general Figueiredo, em 1978.

Após João Figueiredo ser apontado como sucessor de Ernesto Geisel em dezembro de 1977, Dulce preparou-se para assumir as funções de primeira-dama do Brasil. Com a eleição de Figueiredo em 15 de outubro de 1978 pelo Colégio Eleitoral, Dulce tornou-se oficialmente a nova primeira-dama em 1979, sucedendo Lucy Geisel.
Embora tradicionalmente as primeiras-damas assumissem a presidência da Legião Brasileira de Assistência (LBA), Dulce optou por não comandar a instituição, considerando o cargo demandante demais. No entanto, ainda manteve uma presença ativa em outras iniciativas sociais. Em agosto de 1979, foi criado o Programa Nacional do Voluntariado, no qual Dulce foi nomeada Presidente de Honra. O programa incentivava a participação de voluntários em ações voltadas para a melhoria das condições de vida da população mais necessitada.

Em fevereiro de 1980, Dulce participou da abertura do I Encontro das Primeiras-damas dos Estados em Fortaleza, Ceará, evento que reuniu as esposas dos governadores de todo o Brasil. Em seu discurso, Dulce destacou o compromisso com a justiça social, enfatizando que a década de 80 deveria priorizar a resolução dos problemas sociais enfrentados pelo país:
Será possível, espero firmemente, dar aos problemas sociais brasileiros a prioridade que merecem, a mais alta prioridade compatível com os dias difíceis.
Em 17 de maio de 1983, Dulce Figueiredo recebeu o rei Juan Carlos e a rainha Sofia da Espanha em visita oficial de Estado. Para celebrar a ocasião, o casal presidencial ofereceu um jantar de gala no qual as relações diplomáticas e culturais entre Brasil e Espanha foram homenageadas.
No dia 8 de junho de 1983, Dulce Figueiredo inaugurou na Vila do João, no Rio de Janeiro, uma creche que recebeu o nome de Tia Dulce, com capacidade para atender até 270 crianças. A inauguração foi um evento significativo, marcando o compromisso da primeira-dama com a assistência social e a melhoria da qualidade de vida das comunidades carentes. Além de Dulce, estiveram presentes diversas autoridades, incluindo a presidente da LBA, Léa Leal; o presidente do Banco Nacional da Habitação (BNH), José Lopes de Oliveira; e os ministros Hélio Beltrão, da Previdência e Assistência Social, e Mário Andreazza, do Interior, ambos vinculados à LBA e ao BNH. A creche Tia Dulce simbolizava o apoio da primeira-dama às iniciativas de assistência infantil e destacava a importância do Programa Nacional do Voluntariado da LBA, do qual ela era presidente de honra. A criação da creche foi um passo importante para a promoção da educação e do cuidado infantil nas comunidades, refletindo a visão de Dulce Figueiredo de que o governo deveria se preocupar com os mais vulneráveis e priorizar a construção de um futuro melhor para as novas gerações.
Durante as viagens oficiais em que acompanhava o presidente João Figueiredo, Dulce Figueiredo frequentemente levava consigo seu cabeleireiro, uma prática que gerava atenção e especulação na mídia. Essa decisão acabou atraindo críticas e polêmicas, levando o Serviço Nacional de Informações (SNI) a intervir. Para evitar controvérsias e manter a imagem institucional da presidência, o SNI decidiu proibir que o cabeleireiro a acompanhasse em suas viagens oficiais.
No meio social brasileiro, Dulce Figueiredo era amplamente reconhecida por seu estilo extravagante e sofisticado. Não hesitava em usar roupas elegantes, adornar-se com joias impressionantes e aplicar maquiagem que realçava sua presença marcante. Sua aparência cuidada e glamour tornaram-na uma figura proeminente nas altas rodas da sociedade, onde sua personalidade vibrante se destacava. Além de seu interesse por moda e estética, Dulce mantinha uma agenda repleta de compromissos sociais, que incluíam eventos de gala, jantares e recepções formais. Ela era uma presença constante nas boates mais badaladas do Rio de Janeiro e de São Paulo, onde socializava com outras figuras influentes e promovia a imagem do governo de seu marido.
Sua combinação de sofisticação e acessibilidade fazia dela uma primeira-dama que, apesar das limitações do cargo, conseguia estabelecer conexões e se engajar em discussões sobre questões sociais. Sua extravagância e estilo pessoal, portanto, a tornaram uma figura admirada e ajudaram a moldar a imagem do Brasil durante um período de transição política e social. Essa dualidade entre sua vida pública e privada refletia os desafios e as responsabilidades de ser a esposa do presidente em um momento tão complexo da história do país.

### Viagens oficiais

#### Paraguai
Em 9 de abril de 1980, durante uma viagem oficial ao Paraguai, Dulce Figueiredo acompanhou seu marido, o presidente João Figueiredo, em um encontro significativo com o presidente paraguaio Alfredo Stroessner e sua esposa, Ligia Stroessner. A visita reforçou os laços diplomáticos entre Brasil e Paraguai em um contexto de cooperação regional e estabilidade política na América do Sul. Durante a recepção, Dulce teve a oportunidade de se engajar em discussões sobre questões sociais e culturais que afetavam ambos os países, além de participar de atividades protocolares que destacavam a importância das relações bilaterais. A visita também refletiu o papel das primeiras-damas como agentes de diplomacia informal, onde elas podiam estabelecer conexões e promover intercâmbios entre nações, utilizando suas plataformas para abordar temas como a educação, a saúde e o desenvolvimento social.

#### Alemanha Ocidental
Entre 16 e 20 de maio de 1981, Dulce acompanhou o presidente Figueiredo em uma visita oficial à Alemanha Ocidental, a convite do Chanceler Helmut Schmidt. Este encontro representou uma oportunidade significativa para fortalecer as relações diplomáticas e comerciais entre os dois países, destacando a importância do Brasil na América Latina e a Alemanha Ocidental na Europa. Durante a visita, o casal presidencial participou de uma série de compromissos oficiais, incluindo reuniões com líderes políticos e empresariais, além de eventos culturais que promoviam o intercâmbio entre as duas nações. A primeira-dama, com seu estilo distinto e carisma, também desempenhou um papel importante nas interações sociais, contribuindo para a diplomacia cultural.

#### Peru
Em 24 de junho de 1981, Dulce Figueiredo e o presidente Figueiredo viajaram ao Peru, onde foram calorosamente recebidos em Lima pelo presidente Fernando Belaúnde Terry. Este encontro destacou a intenção dos dois países de fortalecer laços bilaterais e promover um diálogo construtivo sobre questões regionais. Durante a visita, Dulce chamou a atenção ao usar um elegante vestido assinado pelo renomado estilista Clodovil Hernandes, conhecido por suas criações ousadas e sofisticadas. A escolha do vestido realçou seu estilo pessoal e simbolizou a cultura e a moda brasileira no cenário internacional, ressaltando a identidade e a criatividade do país.

#### Estados Unidos

Os Figueiredo com os Reagan na Casa Branca, em 1982.

Em 11 de maio de 1982, o presidente João Figueiredo e a primeira-dama Dulce Figueiredo embarcaram em uma viagem oficial aos Estados Unidos, que culminou em uma recepção de alto nível na Casa Branca no dia seguinte. O presidente americano Ronald Reagan e a primeira-dama Nancy Reagan receberam o casal Figueiredo em uma cerimônia de Estado que incluiu honras militares, como salvas de 21 tiros, simbolizando a importância da visita e o respeito mútuo entre os dois países.
Durante o encontro, Figueiredo e Reagan discutiram questões de interesse comum, incluindo segurança, comércio e cooperação em áreas estratégicas, como a luta contra o narcotráfico e a promoção da democracia na América Latina. A visita também foi um momento para reafirmar os laços históricos entre Brasil e Estados Unidos, que se tornaram ainda mais relevantes em um contexto de tensões políticas na região.
Dulce, com seu estilo vibrante e presença marcante, participou de atividades protocolares e sociais ao lado de Nancy Reagan. As duas primeiras-damas trocaram experiências e se engajaram em discussões sobre iniciativas sociais, destacando o papel das mulheres na política e na promoção do bem-estar social. A interação entre Dulce e Nancy simbolizou uma conexão pessoal e compromisso compartilhado com a melhoria das condições de vida e a defesa de valores democráticos em suas respectivas nações.
A viagem oficial aos Estados Unidos foi um marco na administração de Figueiredo, refletindo a importância das relações Brasil-EUA em um período de transformações políticas e sociais na América Latina. A visita fortaleceu os laços diplomáticos e consolidou a imagem do Brasil como um parceiro estratégico nos assuntos internacionais.

#### México
De 26 a 29 de abril de 1983, o presidente Figueiredo e a primeira-dama Dulce realizaram uma visita de Estado ao México, um momento significativo nas relações entre os dois países. O casal foi recebido calorosamente pelo presidente mexicano Miguel de la Madrid e pela primeira-dama Paloma Cordero, em uma recepção que reforçou os laços de amizade e cooperação entre Brasil e México. Durante a visita, Figueiredo e De la Madrid discutiram questões de interesse bilateral, incluindo comércio, investimentos e colaboração em áreas como cultura e educação. Ambos os líderes expressaram a importância de fortalecer os laços entre as nações latino-americanas, promovendo a integração regional e a troca de experiências.

#### Japão
No dia 24 de maio de 1984, a primeira-dama Dulce Figueiredo acompanhou o presidente João Figueiredo em uma viagem oficial de Estado ao Japão. Este evento histórico marcou um momento significativo nas relações bilaterais entre Brasil e Japão, refletindo a importância da diplomacia na promoção de laços amistosos e cooperativos entre as duas nações. Durante a visita, o casal presidencial foi recebido pelo imperador Hirohito, em uma cerimônia que simbolizou o respeito e a cordialidade entre os dois países. A reunião com o imperador foi uma oportunidade para discutir questões de interesse mútuo, como comércio, tecnologia e intercâmbio cultural, além de reafirmar o compromisso do Brasil em fortalecer as relações com o Japão.

#### China
Em 27 de junho de 1984, o presidente João Figueiredo e a primeira-dama Dulce Figueiredo chegaram à capital da República Popular da China, Pequim, a convite do presidente Li Xiannian. Esta visita oficial foi um marco importante nas relações diplomáticas entre Brasil e China, ressaltando o crescente interesse do Brasil em estreitar laços com potências asiáticas. Após sua chegada, o casal presidencial foi acomodado na Residência Oficial Diaoyutai, um local de prestígio que frequentemente recebe dignitários internacionais. No dia seguinte, a comitiva seguiu para o Grande Palácio do Povo, onde foi recebida em uma cerimônia formal. Durante este encontro, Figueiredo teve a oportunidade de discutir questões estratégicas e políticas de interesse comum, abordando tópicos como comércio, investimentos e cooperação bilateral em áreas como tecnologia e desenvolvimento sustentável.

#### Bolívia
Entre os dias 7 e 9 de fevereiro de 1984, o presidente João Figueiredo e a primeira-dama Dulce Figueiredo realizaram uma visita oficial à Bolívia a convite do presidente Hernán Siles Zuazo. Essa viagem foi um marco importante nas relações diplomáticas entre Brasil e Bolívia, destacando a disposição dos dois países em fortalecer laços de cooperação e amizade. Durante a visita, o casal presidencial participou de uma série de reuniões e cerimônias protocolares. O presidente Figueiredo e Siles Zuazo discutiram assuntos relevantes para ambos os países, incluindo temas relacionados ao comércio, integração regional e questões sociais que afetavam a população boliviana e brasileira.

## Últimos anos
Após o falecimento de seu marido, o ex-presidente João Figueiredo, em dezembro de 1999, Dulce Figueiredo enfrentou sérias dificuldades financeiras, o que a levou a buscar formas de garantir sua sobrevivência. Em março de 2001, ela organizou um leilão para vender objetos que seu marido recebera durante seu mandato presidencial. Essa decisão gerou polêmica e críticas na imprensa, que questionaram a adequação da venda de bens recebidos em um contexto de representatividade pública.
Entre os 218 objetos leiloados estavam uma escultura de caubói de bronze dada por Ronald Reagan; dois quadros de Di Cavalcanti; uma estátua portuguesa de Roque de Montpellier presenteada por Antonio Carlos Magalhães; um tinteiro trazido pelo rei Juan Carlos da Espanha; uma bandeja de prata ofertada por Augusto Pinochet; e uma caixa de charutos dada por Valéry Giscard d'Estaing. Cerca de um milhão de reais foram arrecadados,, e aproximadamente 82% deste valor foi destinado à Dulce Figueiredo, que, como viúva de general, recebia uma pensão de 8.865 reais.
O leilão incluiu 218 itens significativos, muitos dos quais possuíam um valor histórico e simbólico. Entre os objetos leiloados estavam uma escultura de caubói de bronze, presenteada pelo presidente americano Ronald Reagan; duas obras do renomado pintor brasileiro Di Cavalcanti; uma estátua portuguesa de Roque de Montpellier, oferecida por Antonio Carlos Magalhães; um tinteiro trazido pelo rei Juan Carlos da Espanha; uma bandeja de prata dada pelo general chileno Augusto Pinochet; e uma caixa de charutos recebida do ex-presidente francês Valéry Giscard d'Estaing.
O leilão arrecadou cerca de um milhão de reais, e aproximadamente 82% desse valor foi destinado a Dulce Figueiredo. Na época, como viúva de um ex-presidente e general, ela recebia uma pensão de 8.865 reais, o que tornava ainda mais evidente a sua necessidade financeira. A situação de Dulce Figueiredo ilustra as dificuldades enfrentadas por muitas viúvas de figuras públicas e levanta questões sobre o legado e a memória associada a objetos que simbolizam um período significativo da história política do Brasil. O leilão se tornou uma reflexão sobre o valor de bens que carregam histórias e significados, além de ressaltar a fragilidade das condições financeiras que podem acompanhar a vida após a política.

## Morte
Dulce Figueiredo faleceu em 6 de junho de 2011, aos 88 anos, em uma clínica de Botafogo, na Zona Sul do Rio de Janeiro. A ex-primeira-dama estava bastante debilitada devido a um câncer que enfrentou nos últimos anos de sua vida. Seu falecimento marcou o fim de uma era para a família Figueiredo e para muitos que a conheciam e admiravam sua presença marcante na política brasileira.
Após a sua morte, seu corpo foi sepultado no mausoléu dos Figueiredos, localizado no Cemitério do Caju, onde descansam outros membros de sua família.

## Honra
| Insígma | País     | Honra                                                                                                  | Data                    |
| ------- | -------- | --- | ----------------------- |
|         | Portugal | Grã-Cruz da Ordem do Infante Dom Henrique, concedida pelo Presidente António dos Santos Ramalho Eanes. | 22 de setembro de 1981. |